# Carl Rodenberg

Carl Rodenberg um 1910 in Zürich

Carl Rodenberg (* 15. Oktober 1854 in Bremen; † 6. Juli 1926 in Kiel) war ein deutscher Historiker.
Carl Rodenberg entstammte einer niedersächsischen Bauernfamilie. Mit zehn Jahren verlor er seine Eltern. Rodenberg studierte seit 1873 an den Universitäten Tübingen, Zürich, Leipzig und Berlin Geschichte und klassische Philologie. Während seines Studiums wurde er 1873 Mitglied der Burschenschaft Germania Tübingen. Seine wichtigsten akademischen Lehrer waren Georg Waitz und Wilhelm Wattenbach. Er wurde 1877 bei Waitz an der Georg-August-Universität Göttingen promoviert mit der Arbeit Die Vita Walae als historische Quelle, bei der er die Quelle aus der Karolingerzeit auf ihre Glaubwürdigkeit hin untersuchte.
Von 1879 bis 1894 war Rodenberg Mitarbeiter der Abteilung Epistolae bei der Monumenta Germaniae Historica. Er edierte im Rahmen seiner dortigen Tätigkeit Papstbriefe des 13. Jahrhunderts. Die Edition Epistolae selectae seculi XIII erschien in drei Bänden mit insgesamt 2219 Seiten von 1883 bis 1894. Im Jahr 1885 erfolgte seine Habilitation in Berlin. Von 1885 bis 1892 lehrte er als Privatdozent für Geschichte an der Friedrich-Wilhelms-Universität Berlin. Seit 1893 lehrte er als außerordentlicher und seit 1899 als ordentlicher Professor der Mittleren und Neueren Geschichte an der Christian-Albrechts-Universität zu Kiel. Ebenfalls seit 1892 gehörte er dem Vorstand der Gesellschaft für Kieler Stadtgeschichte an, zunächst als Stellvertreter und dann als erster Vorsitzender. Das Amt legte er aus gesundheitlichen Gründen 1908 nieder. Im Jahr 1897 wurde er in den Vorstand der Gesellschaft für Schleswig-Holsteinische Geschichte gewählt, aus dem er 1912 ausschied. Rodenberg war außerdem von 1897 bis 1914 als Lehrer an der Marineakademie tätig. Er wurde 1914 Geheimer Regierungsrat.
Seine Editionstätigkeit machte ihn zu einem der besten Kenner der Geschichte des 13. Jahrhunderts. Zu diesem Jahrhundert verfasste er eine grundlegende Gesamtdarstellung über Innozenz IV. und das Königreich Sizilien von 1245 bis 1254 sowie die bedeutsamen Studien Die Friedensverhandlungen zwischen Friedrich II. und Innocenz IV. 1243–1244 und Die Vorverhandlungen zum Frieden von San Germano 1229–1230. Rodenberg veröffentlichte als Professor in Kiel zahlreiche Arbeiten zur schleswig-holsteinischen Geschichte und betreute mehrere Doktorarbeiten aus diesem Bereich. Wichtige Arbeiten über die mittelalterliche Geschichte Kiels waren Aus dem Kieler Leben des 14. und 15. Jahrhunderts (1894) und Die älteste Urkunde für die Stadt Kiel, 1242 (1908). Über die Gründungsgeschichte der Universität Kiel hinterließ er ein umfangreiches Manuskript. Die Darstellung wurde 1955 von seinem Schüler Volquart Pauls aus Rodenbergs Nachlass veröffentlicht.

## Schriften
- Innocenz IV. und das Königreich Sicilien 1245–1254. Niemeyer, Halle 1892.
- Aus dem Kieler Leben im 14. und 15. Jahrhundert (= Mitteilungen der Gesellschaft für Kieler Stadtgeschichte. Bd. 12, ISSN 0173-0940). Jensen, Kiel 1894.
- Seemacht in der Geschichte. Metzler, Stuttgart 1900.
- Pippin, Karlmann und Papst Stephan II. (= Historische Studien. Band 152). Ebering, Berlin 1923.
- Die Anfänge der Christian-Albrechts-Universität Kiel (= Quellen und Forschungen zur Geschichte Schleswig-Holsteins. Band 31). Aus dem Nachlaß von Carl Rodenberg. Überarbeitet, ergänzt und herausgegeben von Volquart Pauls. Wachholtz, Neumünster 1955.